# Wydech (zbiór opowiadań)
Wydech (tyt. oryg. Exhalation: Stories) – zbiór składający się z wielokrotnie nagradzanych i nominowanych opowiadań autorstwa Teda Chianga, opublikowany w 2019 przez wydawnictwo Alfred A. Knopf, w Polsce wydany w 2020 przez oficynę Zysk i S-ka. W skład zbioru wchodzą utwory nowsze od opublikowanych w zbiorze Historia twojego życia (Solaris, 2006). Utwory zamieszczone w zbiorze przetłumaczyli: Michał Jakuszewski, Anna Klimasara, Jakub Małecki, Konrad Walewski i Iwona Michałowska-Gabrych.
Zbiór został nagrodzony nagrodą Locusa dla najlepszego zbioru opowiadań w 2020, był ponadto nominowany do nagrody Brama Stokera w 2019. W Polsce otrzymał nagrodę miesięcznika „Nowa Fantastyka” dla Zagranicznej Książki Roku w 2021 oraz Książki Roku 2020 portalu Lubimyczytać.pl.

## Spis opowiadań
- Kupiec i wrota alchemika (The Merchant and the Alchemist's Gate, Hugo 2008, Nebula 2007, Seiun Award 2009)
- Wydech (Exhalation, Hugo 2009, Locus 2009, Nagroda BSFA 2009)
- Co z nami będzie (What's Expected of Us, 2005)
- Cykl życia oprogramowania (The Lifecycle of Software Objects, Hugo 2011, Locus 2011, Seiun Award 2012)
- Automatyczna Niania Daceya (Dacey's Patent Automatic Nanny)
- Prawda faktów, prawda uczuć (The Truth of Fact, the Truth of Feeling)
- Wielka cisza (The Great Silence)
- Omfalos (Omphalos, Locus 2020)
- Lęk to zawrót głowy od wolności (Anxiety Is the Dizziness of Freedom)